# 東経113度線
東経113度線（とうけい113どせん）は、本初子午線面から東へ113度の角度を成す経線である。北極点から北極海、アジア、インド洋、オーストララシア、南極海、南極大陸を通過して南極点までを結ぶ。東経113度線は西経67度線と共に大円を形成する。

## 通過する国・地点
東経113度線は、北極点から南極点まで南に向かって以下の場所を通っている。
| 地理座標                                               | 国土・領土・領海       | 備考 |
| ------------------------------------------------------ | ---------------------- | --- |
| 北緯90度0分 東経113度0分 / 北緯90.000度 東経113.000度  | 北極海                 | |
| 北緯79度10分 東経113度0分 / 北緯79.167度 東経113.000度 | ラプテフ海             | |
| 北緯76度14分 東経113度0分 / 北緯76.233度 東経113.000度 | ロシア                 | タイミル半島 |
| 北緯75度1分 東経113度0分 / 北緯75.017度 東経113.000度  | ラプテフ海             | |
| 北緯74度31分 東経113度0分 / 北緯74.517度 東経113.000度 | ロシア                 | ボリショイ・ベギチェフ島 |
| 北緯74度11分 東経113度0分 / 北緯74.183度 東経113.000度 | ラプテフ海             | |
| 北緯73度54分 東経113度0分 / 北緯73.900度 東経113.000度 | ロシア                 | |
| 北緯49度36分 東経113度0分 / 北緯49.600度 東経113.000度 | モンゴル               | |
| 北緯44度50分 東経113度0分 / 北緯44.833度 東経113.000度 | 中華人民共和国         | 内モンゴル自治区 山西省 河南省 湖北省 湖南省 - 約7km 湖北省 湖南省 – 長沙市のちょうど東を通過。 広東省 - 約13km 湖南省 - 約6km 広東省 - 約9km 湖南省 - 約4km 広東省 |
| 北緯21度56分 東経113度0分 / 北緯21.933度 東経113.000度 | 南シナ海               | 西沙諸島（各国間で領有権を巡って係争中）を通過。 南沙諸島（各国間で領有権を巡って係争中）を通過。                                                                   |
| 北緯3度10分 東経113度0分 / 北緯3.167度 東経113.000度   | マレーシア             | サラワク州 - ボルネオ島 |
| 北緯1度34分 東経113度0分 / 北緯1.567度 東経113.000度   | インドネシア           | ボルネオ島 - 約13km |
| 北緯1度27分 東経113度0分 / 北緯1.450度 東経113.000度   | マレーシア             | サラワク州 - ボルネオ島 - 約5km |
| 北緯1度24分 東経113度0分 / 北緯1.400度 東経113.000度   | インドネシア           | ボルネオ島 |
| 南緯3度10分 東経113度0分 / 南緯3.167度 東経113.000度   | ジャワ海               | |
| 南緯6度53分 東経113度0分 / 南緯6.883度 東経113.000度   | インドネシア           | マドゥラ島 |
| 南緯7度13分 東経113度0分 / 南緯7.217度 東経113.000度   | マドゥラ海峡（英語版） | |
| 南緯7度39分 東経113度0分 / 南緯7.650度 東経113.000度   | インドネシア           | ジャワ島 |
| 南緯8度19分 東経113度0分 / 南緯8.317度 東経113.000度   | インド洋               | ベルニエ島（英語版）及びドーレ島（英語版）（共に西オーストラリア州、 オーストラリア）のちょうど西を通過。                                                           |
| 南緯25度31分 東経113度0分 / 南緯25.517度 東経113.000度 | オーストラリア         | 西オーストラリア州 - ダーク・ハートッグ島 |
| 南緯25度51分 東経113度0分 / 南緯25.850度 東経113.000度 | インド洋               | |
| 南緯60度0分 東経113度0分 / 南緯60.000度 東経113.000度  | 南極海                 | |
| 南緯65度44分 東経113度0分 / 南緯65.733度 東経113.000度 | 南極大陸               | オーストラリア南極領土 - オーストラリアが領有権主張 |